# العلاقات المالديفية الزيمبابوية
العلاقات المالديفية الزيمبابوية هي العلاقات الثنائية التي تجمع بين المالديف وزيمبابوي.

## مقارنة بين البلدين
هذه مقارنة عامة ومرجعية للدولتين:
| وجه المقارنة                                              | [[تصنيف:صفحات تستخدم رمز علم غير موجود\|]] المالديف | زيمبابوي |
| --------------------------------------------------------- | --------------------------------------------------- | --- |
| المساحة (كم2)                                             | 298                                                 | 390.76 ألف |
| عدد السكان (نسمة)                                         | 436.33 ألف                                          | 16.53 مليون |
| الكثافة السكانية (ن./كم²)                                 | 146.42 ألف                                          | 42.3 |
| العاصمة                                                   | ماليه                                               | هراري |
| اللغة الرسمية                                             | اللغة الديفهي                                       | لغة إنجليزية، اللغة الشونا، النديبيلية الشمالية ‏، لغة الشيشيوا، Barwe ‏، Kalanga language ‏، Tshwa language ‏، النداو ‏، اللغة التسونجا، لغة الإشارة الزيمبابوية ‏، اللغة السوتية، تونغا ‏، اللغة التسوانية، اللغة الفيندية، اللغة الكوسية |
| العملة                                                    | روفيه مالديفية                                      | دولار أمريكي |
| الناتج المحلي الإجمالي (بليون دولار)                      | 4.60 مليار                                          | 17.85 مليار |
| الناتج المحلي الإجمالي (تعادل القوة الشرائية) بليون دولار | 5.23 مليار                                          | 27.88 مليار |
| الناتج المحلي الإجمالي الاسمي للفرد دولار أمريكي          | 8.39 ألف                                            | 924 |
| الناتج المحلي الإجمالي للفرد دولار أمريكي                 | 12.53 ألف                                           | 1.79 ألف |
| مؤشر التنمية البشرية                                      | 0.706                                               | 0.509 |
| رمز المكالمات الدولي                                      | +960                                                | +263 |
| رمز الإنترنت                                              | .mv                                                 | .zw |
| المنطقة الزمنية                                           | ت ع م+05:00                                         | ت ع م+02:00 |

## منظمات دولية مشتركة
يشترك البلدان في عضوية مجموعة من المنظمات الدولية، منها:
| علم المنظمة | اسم المنظمة                        | تاريخ انضمام المالديف | تاريخ انضمام زيمبابوي |
| ----------- | ---------------------------------- | --------------------- | --------------------- |
|             | مؤسسة التنمية الدولية              | 13 يناير 1978         | 29 سبتمبر 1980        |
|             | الأمم المتحدة                      | 21 سبتمبر 1965        | 25 أغسطس 1980         |
|             | منظمة التجارة العالمية             | ?                     | ?                     |
|             | منظمة الشرطة الجنائية الدولية      | ?                     | ?                     |
|             | الاتحاد الدولي للاتصالات           | 28 فبراير 1967        | 10 فبراير 1981        |
|             | البنك الدولي للإنشاء والتعمير      | 13 يناير 1978         | 29 سبتمبر 1980        |
|             | الاتحاد البريدي العالمي            | ?                     | ?                     |
|             | منظمة حظر الأسلحة الكيميائية       | ?                     | ?                     |
|             | مؤسسة التمويل الدولية              | 2 فبراير 1983         | 29 سبتمبر 1980        |
|             | وكالة ضمان الاستثمار متعدد الأطراف | 19 مايو 2005          | 10 أبريل 1992         |
|             | يونسكو                             | 18 يوليو 1980         | 22 سبتمبر 1980        |

## وصلات خارجية
- موقع وزارة الخارجية المالديفية
- موقع وزارة الخارجية الزيمبابوية